# 7776 Takeishi
7776 Takeishi (1993 BF) là một tiểu hành tinh vành đai chính được phát hiện ngày 20 tháng 1 năm 1993 bởi T. Urata ở Oohira.